# Équipe en binôme
Pour les articles homonymes, voir Binôme.
 (octobre 2012).
Motif : L'expression "équipe en binôme" ne concerne pas seulement les pompiers, l'article est à revoir.
 (juin 2017).
Dans la lutte contre l'incendie, un sapeur-pompier n'intervient jamais seul mais en équipe (en binôme) pour plusieurs raisons. D'une part il faut être plusieurs pour manœuvrer le matériel, et d'autre part il faut du personnel en retrait pour pouvoir porter secours au personnel engagé. Il existe plusieurs sortes de binômes : le binôme d'attaque (BAT), d'alimentation (BAL), de sauvetage, de sécurité, de reconnaissance, de soutien (ou d'appui)... Dans ces binômes, il y a un équipier et un chef ; le chef tient et contrôle la lance à incendie et l'équipier contrôle le bon déroulement de la réserve effectuée pendant le déroulement des tuyaux.
De nombreux corps de sapeurs-pompiers ont adopté une structure en équipes de deux, appelée équipe en binôme. Un équipage d'un fourgon d'incendie est alors décomposé en binômes ; lorsqu'un binôme intervient à l'intérieur d'un bâtiment, un autre binôme reste en protection à l'extérieur (les anglophones utilisent l'expression two-in, two-out, c'est-à-dire « deux dedans, deux dehors »).
L'organisation en binômes permet de permuter facilement les équipes, les binômes étant interchangeables. Ainsi, lorsqu'un binôme engagé à l'intérieur arrive à court d'air de son appareil respiratoire isolant, il ressort et un autre binôme s'engage à sa place, en suivant les tuyaux si l'établissement est fait, ou la commande (corde) si l'on est en phase d'exploration. Sur les gros chantiers, le personnel de soutien sanitaire peut aussi mettre d'autorité des binômes en retrait afin qu'ils se reposent et se réhydratent (cause fréquente de malaises et d'accidents en intervention), l'organisation en binômes permet une rotation facile.

## Application en Allemagne
En Allemagne, l'équipage d'un engin-pompe se compose d'un chef, d'un chauffeur, d'un téléphoniste et de trois binômes appelés Trupp :
- binôme d'attaque (Angriffstrupp, A-Trupp) : porte lance muni de son appareil respiratoire isolant ;
- binôme des tuyaux (Schlauchtrupp, S-Trupp): chargé de relier la lance à la division ;
- binôme d'alimentation (Wassertrupp, W-Trupp) : relie la division à l'engin-pompe, puis l'engin-pompe à l'hydrant.

Cette structure de trois binômes se conserve pour les opérations de sauvetage : binôme de sauvetage (Rettungstrupp, R-Trupp), binôme de sécurité (Sicherungstrupp, S-Trupp) et binôme matériel (Gerätetrupp, G-Trupp).

## Application aux États-Unis et au Canada
Aux États-Unis et au Canada, l'équipe entrant dans le bâtiment est appelée Primary Search team (Équipe de Première Recherche), pour une mission d'exploration ou d'attaque du sinistre. Dans les cas de situations extrêmes où la localisation exacte d'une personne encore en vie est connue, la première équipe entrant dans le bâtiment est appelée Vent-Enter-Isolate-Search-VEIS team (Équipe Ventilation-Pénétration-Isolation-Recherche), pour une mission de sauvetage. 
L'équipe en soutien est appelée Rapid Intervention Team-RIT (Équipe d'Intervention Rapide). 
Une fois le feu maitrisé, une Secondary Search Team (Équipe de Seconde Recherche) interviendra pour s'assurer que le feu ne se rallume pas et pour vérifier qu'aucun endroit dans le bâtiment n'a été laissé de côté. 

## Application en France
En France, jusqu'en 1999, la lutte contre l'incendie se faisait selon le Règlement d'instructions et de manœuvres (RIM). Les sapeurs-pompiers intervenaient par équipes de trois appelées « trinômes » : un chef, un sous-chef et un servant ; un fourgon d'incendie de huit personnes (fourgon pompe-tonne, FPT) avait donc deux trinômes, un chef d'agrès (responsable de l'équipage du véhicule) et un conducteur. Dans les années 1990, la Brigade de sapeurs-pompiers de Paris a expérimenté l'intervention par équipes de deux, les binômes. Cette organisation s'est généralisée à toute la France par l'arrêté du 3 février 1999. Un fourgon armé de huit personnes se décompose maintenant en trois binômes, un chef d'agrès et un conducteur ; un fourgon armé de six personnes (fourgon pompe-tonne léger, FPTL, ou premiers secours, PS) a deux binômes, un chef d'agrès et un conducteur.
Un binôme peut se voir assigner deux types de missions :
- une mission d'exploration ou d'attaque du sinistre : c'est un binôme d'attaque, BAT ;
- une mission d'alimentation en eau et de soutien : c'est un binôme d'alimentation, BAL.

Les missions peuvent changer durant une intervention, un binôme d'attaque peut passer binôme d'alimentation et vice versa.
Une intervention « typique » (feu simple avec un seul fourgon de six personnes engagé, pas de blessé ni de risque particulier) fait intervenir deux binômes :
1. le chef d'agrés fait une reconnaissance avec un binôme d'attaque ; l'autre binôme reste à l'extérieur, prèt à intervenir pour secourir l'équipe de reconnaissance ;
2. le binôme d'attaque déroule les tuyaux et met en place la lance au « point d'attaque » désigné par le chef d'agrès ; le binôme d'alimentation raccorde les tuyaux du point d'attaque au fourgon d'incendie ;
3. le binôme d'attaque commence à combattre le feu ; le binôme d'alimentation raccorde le fourgon à un hydrant ;
4. le binôme d'alimentation reste en attente, prèt à aider le binôme d'attaque ; on parle aussi de binôme de sécurité (BSEC).

L'organisation globale reste la même lorsque plusieurs engins sont engagés.